# Dolomedes karschi
Dolomedes karschi là một loài nhện trong họ Pisauridae.
Loài này thuộc chi Dolomedes. Dolomedes karschi được Embrik Strand miêu tả năm 1913.